# It Ain't Safe No More...
It Ain't Safe No More... è il sesto album discografico del rapper statunitense Busta Rhymes, pubblicato nel 2002.

## Tracce
1. Intro – 1:46
2. It Ain't Safe No More... (feat. Meka) – 3:40
3. What Do You Do When You're Branded – 3:54
4. Call the Ambulance (feat. Rampage) – 3:50
5. We Goin' to Do It to Ya – 2:57
6. What Up – 2:54
7. Turn Me Up Some – 3:29
8. Make It Clap (feat. Spliff Star) – 3:40
9. Take It Off (Part 2) (feat. Meka) – 4:29
10. Taste It – 3:46
11. Hey Ladies – 3:19
12. I Know What You Want (feat. Mariah Carey & the Flipmode Squad) – 5:24
13. Riot – 3:11
14. Hop – 3:48
15. Together (feat. Rah Digga) – 5:33
16. Struttin' Like a G.O.D. – 4:13
17. The Struggle Will Be Lost (feat. Carl Thomas) – 4:43
18. Till It's Gone – 4:54
19. Make It Clap (Remix) (feat. Sean Paul & Spliff Star) (Hidden Track) – 4:03